# 利蘭Lynx

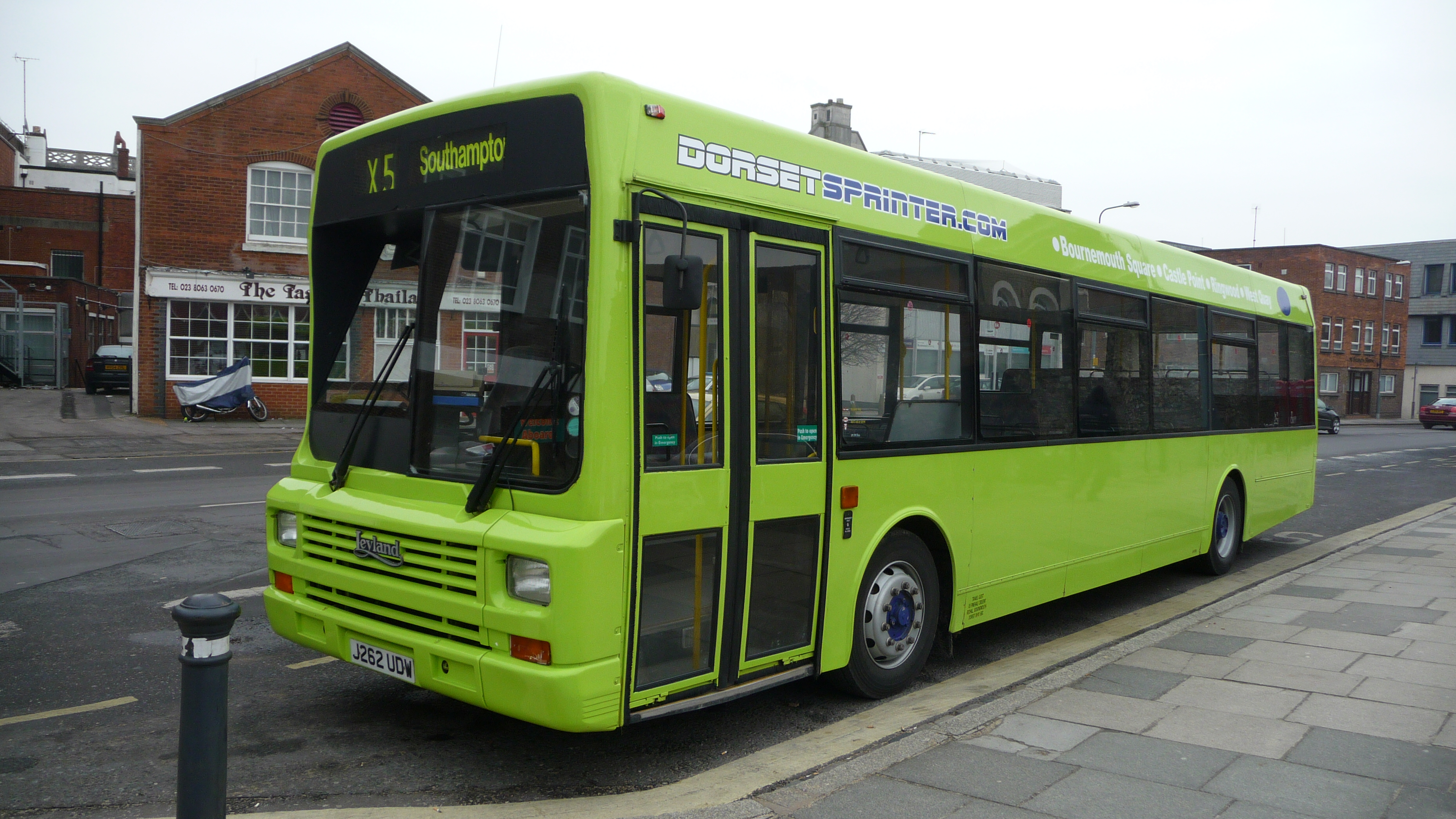
利蘭Lynx

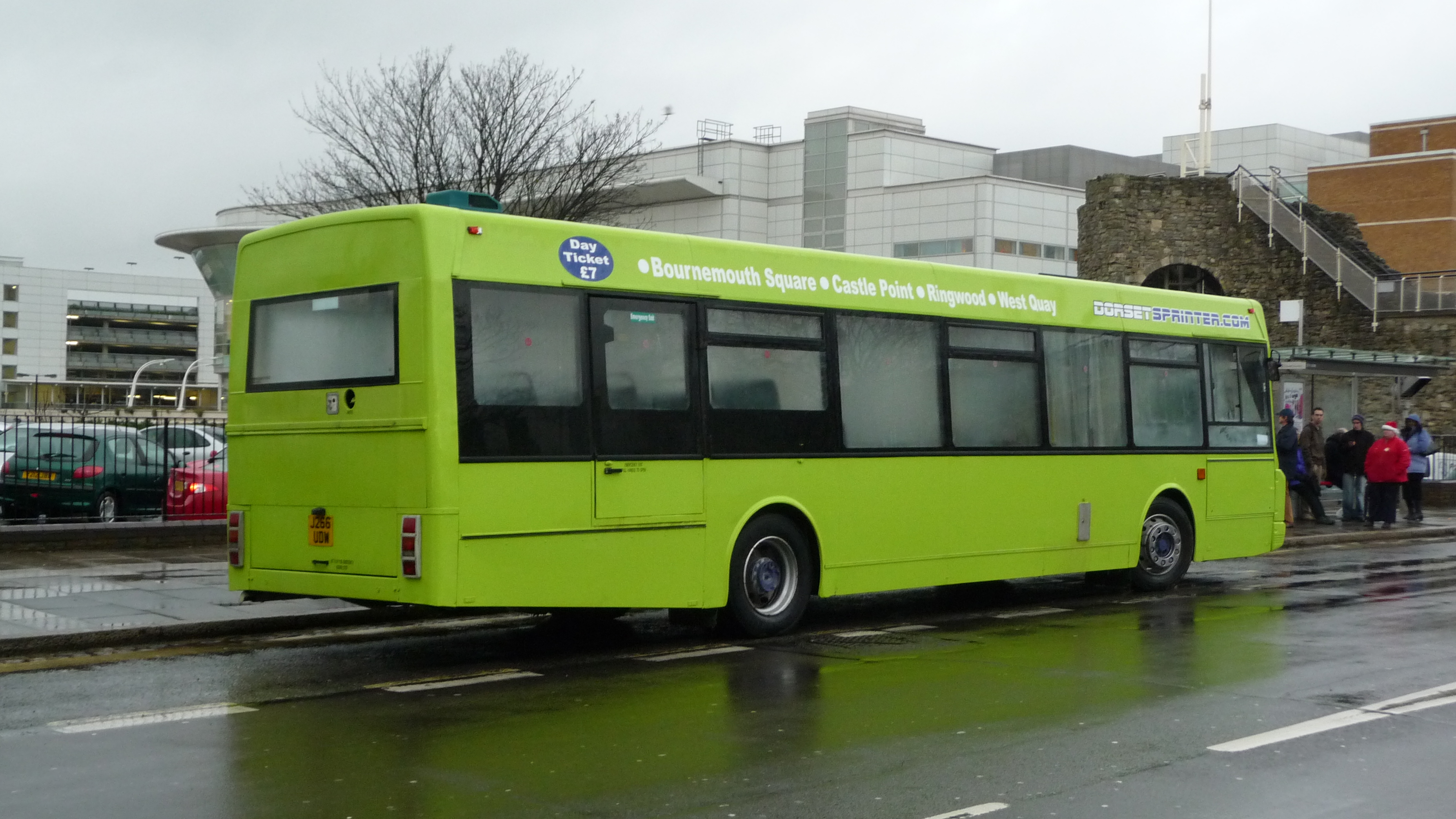
利蘭Lynx後部分

利蘭Lynx（開發代號B60）是英國利蘭製造後置引擎單層巴士，並於1984年亮相。

## 設計
自利蘭Lynx推出以來，取代利蘭National，同樣縱置式後置引擎設計，可把底盤與車身分開，不再是利蘭National的一體化設計。利蘭車廠於1990年推出Lynx II，最明顯轉變是車嘴部分凸起。
利蘭Lynx推出初期可配利蘭TL11H、吉拿6HLXB或吉拿6HLXCT引擎，不久可配康明斯L10H引擎，有些後期的車款可配富豪THD102引擎。波箱方面，初期可配利蘭Hydracyclic，後來被ZF Ecomat取代。
於英國本土（不包括北愛爾蘭）出售的利蘭Lynx只有配原廠車身，有少部分出口版配不同車身。

## 訂單
利蘭於1984年至1985年間推出6架利蘭Lynx樣辦車，之後開始大量生產。絕大部分利蘭Lynx於英國本土出售，其中West Midlands購入256部，是購入最多利蘭Lynx的公司。另外有幾部運往澳洲 ，1989年初有一部配亞歷山大PS車身的利蘭Lynx提供加入新加坡巴士公司（新捷運的前身），但沒有加訂。

## 停產
利蘭巴士於1988年被富豪收購後，富豪曾計劃把利蘭Lynx作全球銷售及提供更多Lynx底盤安裝不同車身。但由於不受市場歡迎，利蘭Lynx於1992年停產，被全新推出的富豪B10B取代。
利蘭Lynx的總產量超過1,060架。